# Umcor
Die Umcor AG mit Sitz in Zürich ist ein international tätiges Schweizer Rohstoffhandelsunternehmen. Umcor ist auf den weltweiten Handel, den Import und Export sowie den Vertrieb von eisenhaltigen und nicht eisenhaltigen Metallen, insbesondere Kupfer, spezialisiert. Im April 2012 übernahm Umcor mittelbar über die österreichische Schwestergesellschaft Umcor Holding GmbH die Mehrheit an den kupfererzeugenden Betrieben Montanwerke Brixlegg und Gindre Duchavany, welche beide zuvor im Besitz des österreichischen Mischkonzerns A-Tec Industries waren. Im September 2013 wurde bekanntgegeben, dass der russische Kupferproduzent UGMK 10 % der Anteile der Montanwerke Brixlegg übernommen hätte. Diese Meldung wurde erst im Jahr 2014 wieder dementiert. Ein Verkauf von Anteilen habe zu keinem Zeitpunkt stattgefunden, obgleich UGMK über einen langen Zeitraum auf der Website der Montanwerke als Miteigentümer genannt worden war.
Das Unternehmen gilt als äusserst verschwiegen und veröffentlicht keine Geschäftszahlen. Der 2006 erwirtschaftete Umsatz wird von der Handelszeitung auf 1,5 Milliarden Schweizer Franken geschätzt.